# Musculus retractor costae
Der Musculus retractor costae (lateinisch für „Rippenrückzieher“) ist ein dünner flächiger Skelettmuskel im Flankenbereich bei Säugetieren. Beim Menschen ist er nicht ausgebildet. Er entspringt der Fascia thoracolumbalis und zieht nach kranioventral zur letzten Rippe. Er kann als Fortsetzung der inneren Zwischenrippenmuskeln angesehen werden und verengt den Brustkorb. Funktionell gehört er zu den Hilfsmuskeln, die die Ausatmung unterstützen.